# 会戦分
会戦分（かいせんぶん）とは会戦に要する軍需物資の基準数量をいう。大日本帝国陸軍においては一度の会戦は約3ヶ月の作戦期間を想定しているが、当時の状況、戦場、戦況、生産力などにより変更されることもあった。
昭和18年（1943年）の幕僚手簿によれば、一個師団の一会戦における軍需物資の基準数量は約1万トンであり、弾薬は重機関銃2300発、野砲（山砲）2000発、榴弾砲1500発など、とされている。